# موسيقي الأنديز

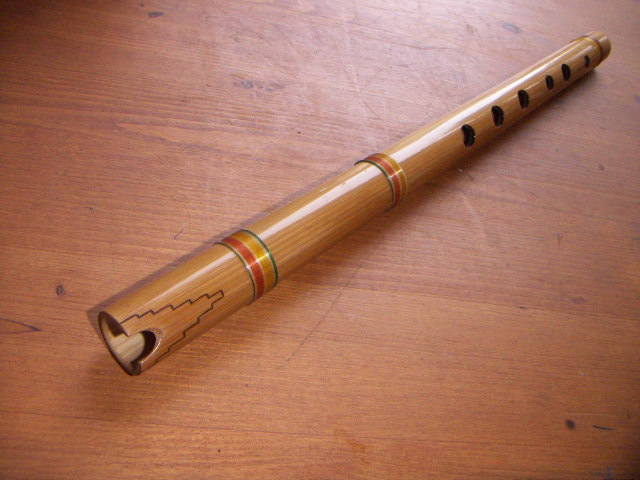
آلة الكوينا

موسيقى الأنديز Andean music هو المصطلح الذي يطلق علي مجموعة واسعه من الأنواع الموسيقية الناشئة في جبال الأنديز الأمريكية الجنوبية والمستمدة من ثقافات الشعوب الأصلية في أمريكا اللاتينية. ويشمل هذا المجال أساساً جبال الأنديز في البيرو وبوليفيا؛ والإكوادور، وشمال الأرجنتين، وشمال تشيلي وجنوب غرب كولومبيا.وقد استمدت ألحانها من شعوب التيبلانو وايمارا، وكيتشوا وغيرها من الشعوب الأصلية في تلك المنطقة، والتي يتسم أسلوبها بالحنين والتي تعزف على مزامير من القصب. ولكن التعبير الدقيق عن موسيقى الأنديز لا يشمل هذه الموسيقى فقط ولكن أيضاً الأساليب الأخرى والتشكيلات الفعالة الموجودة في جميع أنحاء الجغرافيا الأنديزية. 

## الأدوات الموسيقية
مجموعة بانبيبس تشمل سيكو (أو زامبونيا) وأنتارا. هذه هي الأدوات الأصلية القديمة التي تختلف في الحجم، والضبط والأناقة. وقد تم تصنيع الأدوات في هذه المجموعة من القصب المائي الموجود في العديد من البحيرات في منطقة الأنديز في أمريكا الجنوبية. وآلة سيكو لديها صفين من القصب ويتم ضبطها في إما سلم موسيقي أو جداول خماسية.
بعض الآت الحديثة ذات الصف الواحد المجدولة على غرار الأصلية قادرة على عزف الجداول كاملة، في حين تعزف سيكو التقليدية باستخدام صفين من القصب ملفوفة معا. لا يزال من الشائع لفناني المشاركة في اللحن في حين عزف نمط أكبر من سيكو يسمى تويو toyo.
هذا النمط من التعبير تتخلله الملاحظات بين اثنين من الموسيقيين؛ ولا يزال قيد الاستخدام اليوم في العديد من الأغاني التقليدية مثل huaynos وموسيقى الأنديز المعاصرة.
لا تزال الكيناس Quenas (المزامير ذات النهاية المطلقة)تحظي بشعبية وتصنع تقليديا من نفس القصب المائية مثل سيكوسSikús، على الرغم من أن الأنابيب البلاستيكية تستخدم أحيانا بسبب مقاومتها للحرارة والبرد والرطوبة. عموما، عزفت الكيناسQuenas فقط خلال موسم الجفاف، مع المزامير العمودية، أما pinkillosأو tarkas، تعزف خلال موسم المطر.

## تاريخها
توجد هده الموسيقي من قديم الزمن من قبل حتي إمبراطورية الإنكا في شعوب مثل الأيمار؛ وخلال القرن العشرين، تأثرت المجتمعات في الأنديز التي عانت من قرون من التهميش من تغييرات جذرية أثرت أيضا على التطورات الموسيقية. ففي بوليفيا، على سبيل المثال، كانت هناك ثورة وطنية في عام 1959. فشجعت الحكومة البوليفية في تطوير موسيقى الأيمارا.فاشعلت هذه المصنفات الموسيقية اهتمام بعض الحركات الثقافية التي كانت ترغب في التغيير الاجتماعي كما في البلدان الأخرى؛ فأصبحت هذه الموسيقى الشعبية شائعة جدا؛ فأصبحت الإصدارات لا تعد ولا تحصى، وأصبحت جنسا أدبيا ومعترف بها في جميع أنحاء العالم وتحظي بدعم واهتمام كبير من قبل المنظمات الثقافية العالمية.

## في التاريخ الحديث
شهد القرن العشرين تغيرات جذرية في مجتمع وثقافة الأنديز. فقد شهدت بوليفيا، على سبيل المثال، ثورة وطنية في عام 1952، مما أدى إلى زيادة الحقوق والوعي الاجتماعي للسكان الأصليين. أنشأت الحكومة الجديدة قسم الفولكلور في وزارة التربية والتعليم البوليفية وبدأت محطات الإذاعة في البث ايمارا وكويتشوا.
بحلول عام 1965، شكلت مجموعة مؤثرة تسمى لوس جيراس في لاباز، بوليفيا؛ فانصهرت الأصوات الأصلية إلى أشكال مناسبة للأوروبيين في المناطق الحضرية والطبقة الوسطى. كان أحد أعضاء لوس جيراس، جيلبرت فافر؛ بدأ في نهاية المطاف يروج للموسيقي الاصليه في سانتياغو، تشيلي.
.
صدر أواخر 1960 مجموعات محلية مثل روفاي، غروبو أيمارا، والمغني كوتشوا، لوزميلا كاربيو. قامت المجموعات الشيلية مثل اينتي-ايليماني ولوس كوراكاس باعمال الانصهار في لوس جايراس والبار لابتكار نويفا كانسيون nueva canción ، التي عادت إلى بوليفيا في الثمانينيات في شكل فنانين كانتو نويفو مثل إيما جونارو Emma Junaroوماتيلد كازازولا Matilde Casazola.
كانت السبعينيات عقدا شهدت فيه موسيقى الأنديز أكبر نمو لها. ظهرت مجموعات مختلفة من القرى المختلفة في جميع أنحاء منطقة الأنديز. وبيرو، وإكوادور، وتشيلي، وبوليفيا، وكولومبيا، والأرجنتين.
العديد من الموسيقيين دهبو في طريقهم إلى المدن الكبرى لتشكيل فرق ومجموعات مختلفة. واحد من أكثرهم أسطورية هو لوس كجاركاس Los Kjarkas، من بوليفيا.قام بتأليف الأغاني التي أصبحت مشهورة جدا في بوليفيا، وسوف تصبح في وقت لاحقم ن المعايير الانديه.
والدين سيأخدون في وقت لاحق موسيقى الأنديز لبقية العالم.

## مجموعات وفنانون بارزون
- Bolivia Manta
- Damaris
- Géne-sis
- Grupo Aymara
- Illapu
- Inkuyo
- Inti-Illimani
- Los Incas
- Victor Jara
- Los Kjarkas
- Violeta Parra
- Quilapayún
- Rumillajta
- Savia Andina
- Sukay
- Magaly Solier
- Los Curacas
- Jaime Guardia
- Manuelcha Prado

## الآت الموسيقي

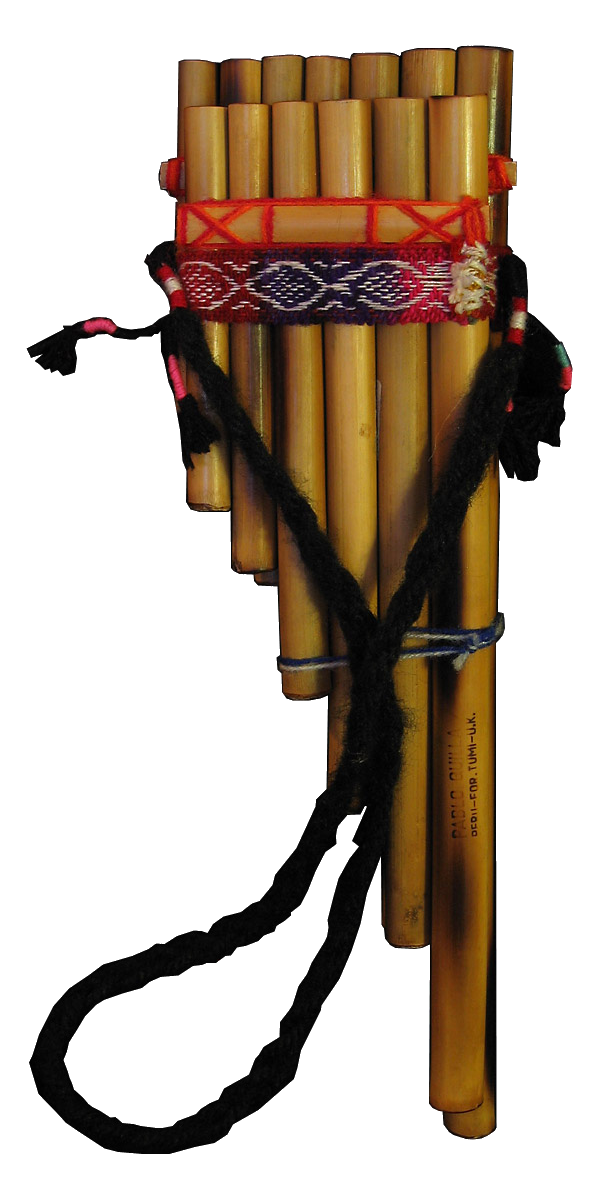
آلةالزامبونا

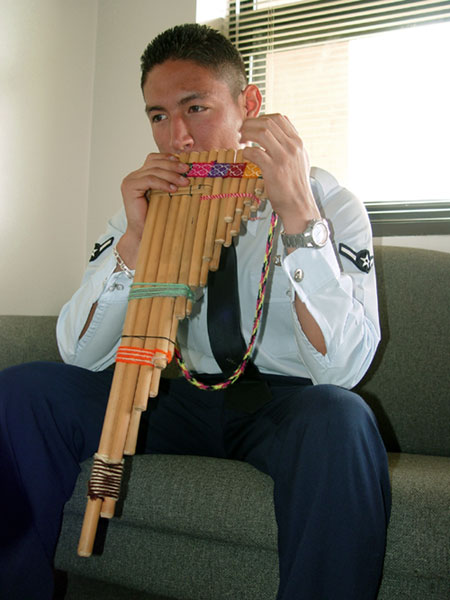

في المناطق الأندية في الأرجنتين، وبوليفيا، والبيرو، وشيلي، والإكوادور، فإن الأدوات الأكثر تميزا هي ناي القصب وزاموبونيا، وسيكو، وانتارا، وروندار؛ وتستخدم هذه الآلات الموسيقية في مختلف الأحجام والأشكال.